# Wittsteinia vacciniacea
Wittsteinia vacciniacea är en tvåhjärtbladig växtart som beskrevs av Ferdinand von Mueller. Wittsteinia vacciniacea ingår i släktet Wittsteinia och familjen Alseuosmiaceae. Inga underarter finns listade i Catalogue of Life.